# Rhynchosia filipes
Rhynchosia filipes är en ärtväxtart som beskrevs av George Bentham. Rhynchosia filipes ingår i släktet Rhynchosia och familjen ärtväxter. Inga underarter finns listade i Catalogue of Life.